# Mario Escobar
Mario Alberto Escobar Toca (19 settembre 1986) è un arbitro di calcio guatemalteco.

## Carriera
Dal 2013 è arbitro internazionale di calcio. Nel 2018 ha arbitrato al campionato nordamericano Under-20.
Nel 2019 viene selezionato per la CONCACAF Gold Cup, dove dirige anche la finale tra Messico e Stati Uniti e per il campionato mondiale under 17 in Brasile, dove dirige due incontri.
Nel 2020 dirige la finale della CONCACAF Champions League tra UANL e Los Angeles F.C.
Nel 2021 nell'ambito di un programma di scambio con la CAF dirige due incontri della coppa d'Africa in Camerun.
Nel maggio 2022 viene selezionato ufficialmente dalla FIFA per i mondiali di Qatar 2022.